# Janoš
Janoš je moško osebno ime.

## Izvor imena
Ime Janoš je madžarska različica imena Janez.

## Pogostost imena v Sloveniji
Po podatkih Statističnega urada Republike Slovenije je bilo na dan 31. decembra 2007 v Sloveniji število moških oseb z imenom Janoš: 80. V Prekmurju se za ime Janez pogovorno uporablja ime Janoš oziroma izg. »Džanoš«, podobno kot se za ime Štefan uporablja pogovorni izraz »Pišta«, za Franca »Ferenc«, itd.

## Znani nosilci imena
- Janoš Kardoš
- Janoš Flisar
- Janoš Kühar
- Janoš Županek